# La Estaca (Biedes)
La Estaca es una casería que pertenece a la parroquia de Biedes en el concejo de Las Regueras (Principado de Asturias). Se encuentra a 132 m s. n. m. y está situada a 2 km de la capital del concejo, Santullano. 

## Población
En 2021 contaba con una población de 10 habitantes (INE 2021), repartidos en un total de 8 viviendas.